# ميكيل أقير
ميكيل أقير (بالدنماركية: Mikkel Agger)‏ (1 نوفمبر 1992 في الدنمارك - ) هو لاعب كرة قدم دانمركي في مركز الهجوم. شارك مع منتخب الدنمارك تحت 19 سنة لكرة القدم. أما مع النوادي، فقد لعب مع نادي إيسبيرغ ونادي هورسينس ونادي فينديياسيل ‏ وThisted FC ‏.

## روابط خارجية
- ميكيل أقير على موقع قاعدة بيانات كرة القدم.إي يو (الإنجليزية)
- ميكيل أقير على موقع Soccerway.com (الإنجليزية)
- ميكيل أقير على موقع AS.com (الإسبانية)